# Norbert Tóth
Norbert Tóth (Miskolc, 11 juli 1998) is een Hongaars autocoureur.

## Carrière
Tóth begon zijn autosportcarrière in 2009 in het karting. In 2014 maakte hij de overstap naar de touring cars, waarbij hij zijn debuut maakte in de Seat Leon Eurocup voor Gaspar Racing. Hij nam deel aan vier van de zes raceweekenden en behaalde drie vierde plaatsen op Spa-Francorchamps (tweemaal) en het Autodromo Nazionale Monza, waardoor hij elfde werd in het kampioenschap met 15 punten.
In 2015 maakte Tóth zijn debuut in de TCR International Series voor Zengő Motorsport in een Seat Leon Cup Racer tijdens het tweede raceweekend op het Shanghai International Circuit. Hij eindigde de races als achtste en twaalfde en werd zo met 4 punten 33e in de eindstand. Tevens maakte hij zijn debuut in de European Touring Car Cup, waarbij hij in een Leon deelnam in de Single Makes Trophy voor Zengő tijdens het raceweekend op de Slovakiaring. In de eerste race werd hij vierde, maar in de tweede race viel hij uit en werd zo tiende in de eindstand met 5 punten.